# 1110
Cette page concerne l'année 1110  du calendrier julien. Pour l'année 1110 av. J.-C., voir 1110 av. J.-C.
L'année 1110 est une année commune qui commence un samedi.

## Événements
- 5 mai Selon la Chronique de Peterborough, la lune est devenue invisible, ce phénomène est expliqué par une éclipse et l'éruption d'un volcan ayant envoyé une grande quantité de soufre dans l'atmosphère[1].

### Proche-Orient
- Février : les Francs assiègent Beyrouth. Ses 5 000 habitants résistent âprement, détruisant l’une après l’autre les tours de bois des assiégeants. La ville tombe le 13 mai et sa population est massacrée pour l’exemple[2].
- Avril : l’atabey de Mossoul Maudoud est envoyé par le sultan contre Édesse[3]. La ville est sauvée en juin[4] par Baudouin Ier de Jérusalem, mais il faut évacuer les populations de l’est de l’Euphrate qui sont massacrées en chemin[5].
- Juillet ou août : après un séjour en Sicile auprès de Roger Borsa, le roi de Norvège Sigurd Ier arrive en terre sainte avec plus de soixante vaisseaux chargés de combattants[6]. Baudouin Ier se rend à sa rencontre et ils mettent ensemble le siège devant Saïda (Sidon) le 19 octobre[7]. La ville, qui craint de subir le sort de Beyrouth, se rend le 4 décembre.
- 4 décembre : prise de Sidon par les croisés ; ses habitants s’exilent vers Tyr et Damas, qui regorgent déjà de réfugiés[2].

### Europe
- 7 mars : le pape Pascal II, de retour à Rome, réunit un concile au Latran où il renouvelle les décrets contre les investitures. En juillet il se rend en Apulie et réunit le duc Roger Borsa, le prince de Capoue et les autres comtes de l'Italie du sud pour leur faire prêter serment contre l'empereur Henri V. De retour à Rome, il fait la même chose avec les seigneurs romains[8].
- 24 janvier : l’armée musulmane de la taïfa de Saragosse est écrasée à la bataille de Valtierra (Espagne)[9].
- 31 mai : les Almoravides prennent Saragosse en Espagne[10].

- Août : Henri V du Saint-Empire descend en Italie avec une armée de 30 000 hommes[11].

- Le roi Louis VI de France obtient la soumission de son demi-frère Philippe de Montlhéry, le fils de Bertrade de Montfort, et de nombreux seigneurs de l’Île-de-France. Les habitants de Mantes reçoivent du roi une charte de commune[12].
- Reprise de la guerre du Vexin. Le roi Louis VI « le Gros » assiège Meulan à la fin de l’année[12].

- Le Holstein est érigé en comté par Lothaire de Supplinbourg[13]. Adolphe Ier de Schaumburg devient comte de Holstein (ou en 1106).
- Abélard fonde une école sur la montagne Sainte-Geneviève[14].